# Казахський національний університет імені Аль-Фарабі
Казахський національний університет ім. Аль-Фарабі (каз. Ál-Farabı atyndaǵy Qazaq Ulttyq Únıversıti), також КазГУ або КазНУ — університет в Алмати (Казахстан). Названий на честь східного філософа і вченого аль-Фарабі, один із найбільших університетів країни.
Це найстаріший класичний університет республіки, заснований постановою Кабінету Міністрів Казахстану (КРК) від 13 листопада 1933 року. Через рік після проголошення незалежності Казахстану 1990 року назва була змінена на Казахський державний університет ім. Аль-Фарабі. Займає 220-те місце в рейтингу кращих університетів світу.
2001 року уряд класифікував його як «національний». У КазНУ навчається понад 20 тис. студентів та аспірантів, викладають 2500 викладачів, у тому числі 400 докторів наук, професорів і понад 800 кандидатів наук і доцентів. Як і інші університети, засновані під радянською системою, університет дуже централізований.

## Кампус
Університет має власний кампус, так званий «Казгуград», на землі між вулицею Тімірязєва, проспектом Аль-Фарабі, річкою «Єсентак» («Веснівка») і Ботанічним садом. Головний корпус (GUK) має 15 поверхів, тут розташовано адміністрацію, а також факультети історії, економіки, права, філології та журналістики.
Університет має найбільший в Казахстані кампус площею 100 га в Алматі. Освітня інфраструктура кампусу складається з 13 навчальних корпусів площею 165 000 м² та наукових лабораторій площею 18 940 м².
У кампусі є десять гуртожитків і ще три факультети: географія, біологія, підготовчі та міжнародні відносини.
Відділення фізики, механіки, математики та хімії були раніше в місті, 2011 року вони переїхали до новобудованих будівель на території кампусу.

## Історія

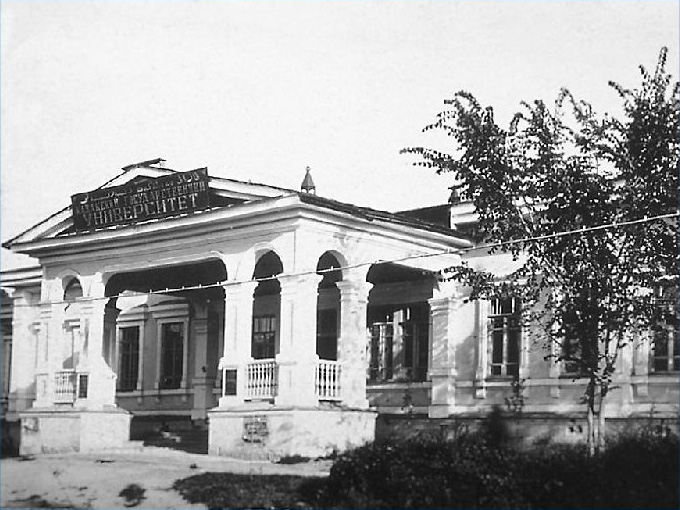
Головні будівлі університету в Алмати, 1934.

15 січня 1934 року — день офіційного відкриття Казахського державного університету, який був заснований на базі Педагогічного інституту наказом Ради Народних Комісарів СРСР і Казахського регіонального комітету ВКПБ. 2 грудня того ж року КазСУ було названо іменем Кірова.
У січні 1934 р. відбулися перші вступні іспити на факультетах біології, фізики та математики; у вересні вони проходили на хімічному факультеті. 1937 — створено перший гуманітарний факультет — факультет іноземних мов; через рік філологічний факультет. У травні 1941 р. У результаті приєднання до Університету Казахського комуністичного інституту журналістики був створений факультет журналістики.
Після Другої світової війни почали відкриватися нові факультети. У серпні 1947 р. створено географічний факультет, 1949 — факультети філософії та економіки. У результаті приєднання до Алма-Атинського інституту права 1955 року створено юридичний факультет.
У цей же період в університеті з'явилася сильна науково-освітня та методична база. До середини 1980-х рр. У КазГУ було 98 відділень, 43 науково-дослідні лабораторії та 9 науково-дослідних груп. Штат факультету складався з 1180 осіб; Серед співробітників факультету — 30 академіків та членів кореспондентів АН КазССР, понад 100 докторів, професорів, понад 600 кандидатів наук, викладачів. Людські ресурси навчалися на 21 спеціальності та 74 спеціалізаціях.

## Факультети
- Механіко-математичний факультет
- Фізичний факультет
- Біологічний факультет
- Хімічний факультет
- Факультет географії
- Факультет історії
- Філологічний факультет
- Факультет журналістики
- Факультет міжнародних відносин
- Факультет східних наук
- Факультет політології та філософії
- Вища школа економіки і бізнесу
- Юридичний факультет
- Підготовчий факультет для іноземних студентів

## Університети-партнери
- Університет Донггук, Республіка Корея
- Hankuk Університет іноземних студій, Республіка Корея
- Університет іноземних студій Пусана, Республіка Корея
- Університет Соонсіль, Республіка Корея
- Католицький університет Тегу, Республіка Корея
- Університет Чін Юнь, Тайвань
- Відкритий міжнародний університет додаткових лікарських засобів

## Відомі випускники
- Кайрат Абдрахманов — закордонних справ Казахстану
- Гулжана Карагусова — міністр соціальної справедливості Казахстану
- Німець Кім — кафедри корейських досліджень і один з провідних міжнародно визнаних вчених Коріо-сарама
- Новачук Олег — казахстанський бізнесмен, нині виконавчий директор компанії Казахмыс
- Жансейт Туймебаєв — колишній посол в Росії, колишній міністр освіти Казахстану.
- Рогов Ігор — голова Конституційної ради
- Мухтар Магауїн — письменник і публіцист
- Фуат Мансуров — казахський математик і диригент
- Єсенгаллі Раушанов — казахський письменник і поет.
- Бахитжан Жумагулов — міністр освіти Казахстану
- Тауман Тореханов — казахський журналіст, редактор і письменник
- Оралхан Бокеєв — казахський письменник
- Дудкін Мар Сергійович — український вчений, доктор хімічних наук, професор
- Рахіма Шарипівна Нуріден (нар. 1955) — казахська журналістка, кандидат наук журналістики, доцент, професор.
- Микола Ревізов — ерзянський журналіст, фотохудожник, поет.

## Викладачі
- Коган Лев Рудольфович — літературознавець
- Усанович Михайло Ілліч — хімік